# 中枢大道
中枢大道（英語：Central Spine Road）是马来西亚的一条免费高速公路，全场约400公里。该大道兴建的主要目的，是为了缩短吉隆坡往返哥打巴鲁的行程时间，使时程从8小时降低至4小时。其次，该大道可以减轻原有的联邦8号公路的交通负担，尤其是开斋节返乡潮期间。大道工程被分为六个阶段，全线是从吉兰丹瓜拉吉赖至彭亨Simpang Pelangai 。